# Википедија
Википедија (енгл. Wikipedia) јесте енциклопедијски пројекат слободног садржаја на интернету који развијају добровољци помоћу софтвера Медијавики. Чланке на Википедији може мењати свако с приступом интернету, што је и слоган овог веб-сајта.
Пројекат је почео 15. јануара 2001. године као подршка Нупедији, енциклопедији коју су писали стручњаци. Сада њоме руководи непрофитна Задужбина Викимедија. Википедија тренутно има више од 65,1 милиона чланака на 319 пројеката, од чега је више од 7 милиона на верзији писаној енглеским језиком те преко 708.000 чланака на српском језику. Википедијине чланке заједнички пишу добровољци широм света, а велику већину чланака може да уређује свако ко има приступ интернету. Како је популарност Википедије константно расла од њеног почетка, она се сада налази међу 5 најпосећенијих сајтова на свету.
Успех Википедије је покренуо и неколико других сестринских пројеката (Википодаци, Викиновости, Викикњиге, Викиречник, Викицитат, Викиврсте и др.). Често се доводи у питање поузданост података објављених на Википедији. Сада је већ уобичајено цитирање Википедије у средствима масовног информисања као и у академским круговима. Некада се то чини уз критику, а некада уз похвалу за слободно умножавање, честе измене, покривеност различитости... Сарадници се охрабрују да се придржавају политике „неутралне тачке гледишта”, под којом се подразумева писање без пристрасности, представљајући гледишта већине и свих значајних мањина подједнако. Статус Википедије као референце за рад је ипак упитан јер њена отворена природа омогућава вандализме те нетачности, недоследности и лош квалитет. Такође, критикују је због систематских грешака, давања предности консензусу уместо научном ауторитету, као и недостатка стручњака у поређењу са традиционалним енциклопедијама. Међутим, разноврсност и детаљност њених чланака, као и свакодневно обнављање, чине је корисним референтним извором за милионе људи.
Википедија има 319 језичких издања, од чега је 308 тренутно активних односно свакодневно се унапређују. Од тог броја, 18 има преко 1.000.000 чланака. (подаци од марта 2021. године) Себуанско издање Википедије има преко 6,1 милиона чланака, те је рангирано на другу позицију после енглеске Википедије, док је на трећем месту шведска Википедија са преко 2,6 милиона написаних чланака. Четврто и пето место заузимају Википедија на немачком и Википедија на француском језику са преко 3 односно преко 2,6 милиона чланака, редом.
Википедија на српском језику тренутно се са 708.709 написаних чланака налази на 21. месту, а сваког месеца има око 500—1.500 статистички активних корисника. Википедија на каталонском језику заузима 20. место са око 777.000 чланака. На 22. месту налази се Википедија на индонежанском језику са око 735.000 написаних чланака.

## Историја

### Претече
Замисао да се све знање света скупи на једном месту датира из античког доба. Може се видети у старој Библиотеци код Александрије, или код Пергамона. Модерна идеја штампане енциклопедије се први пут појављује мало пре Дени Дидроа и енциклопедија осамнаестог века.
Замисао да се при формирању енциклопедије користи аутоматизована машинерија се може пратити до Херберта Џорџа Велса и његове књиге World Brain (1937) и Ваневара Буша и његовог чланка As we may think (1945), у којем он износи визију Мемекса (Memex) заснованог на микрофилму. Важан допринос на овом путу је и пројекат Ксанаду (Xanadu) Теда Нелсона из 1960. године као и идеје које је у свом говору 1959. изнео амерички физичар Ричард Фајнман.
Идеја за енциклопедију која није само штампана је до појаве Интернета била сматрана фантазијом. Међутим, тренутно постоје многе енциклопедије на мрежи, а Википедија је тренутно (вероватно) највећа од њих. Изумитељ и заговарач слободног софтвера, Ричард Сталман (Richard Stallman) је 1999. изразио корисност „Слободне универзалне енциклопедије и ресурса знања” и његова организација „Задужбина за слободан софтвер” (Free Software Foundation) позива кориснике да посећују и доприносе Википедији.

### Настанак
Википедија је настала као допунски пројекат за Нупедију, слободну мрежну енциклопедију на енглеском језику, коју су писали експерти. Нупедија је основана 9. марта 2000. као власништво Бомиса, интернет портала за претрагу и оглашавање. Главни људи Нупедије су били Џими Вејлс, главни уредник Бомиса, и Лари Сангер, главни уредник Нупедије и касније Википедије. Садржај Нупедије је у почетку био лиценциран под Нупедијином лиценцом за слободни садржај, али је прешла на ГНУ лиценцу за слободну документацију пре оснивања Википедије на наговор Ричарда Сталмана.
Историја Википедија почела је 2. јануара 2001. у Сан Дијегу у Калифорнији, у разговору између два стара пријатеља Ларија Сангера и програмера Бена Ковица. Ковиц је током вечере објаснио Сангеру идеју викија, који је одмах схватио да би вики формат одлично пристајао енциклопедији. Сангер је потом наговорио шефа Нупедије да направи Вики од Нупедије, и прва верзија је била постављена уживо 10. јануара. Међутим, многи корисници Нупедије нису хтели да Нупедија буде Вики, па је тако 15. јануара на својој сопственој страници www.wikipedia.org настала „Википедија”. Од почетка јој расте популарност, делујући позитивно на стварање других пројеката од општег интереса. Од уредника се тражи да одржавају одређени ниво „неутралности” при сажимању истакнутих гледишта, без одређивања објективности истине.
Многи су брзо сазнали за Википедију и пројекат је растао изванредним темпом. 12. фебруара 2001. Википедија је већ 12. фебруара 2001. имала 1.000 чланака, а 7. септембра 2001. 10.000 чланака. Од тада, Википедија на енглеском језику расте све брже и брже. Ускоро су јој се придружиле међународне Википедије на језицима попут кинеског, немачког, француског, италијанског, руског итд.
У марту 2006. Википедија је имала преко 1.000.000 чланака, а у децембру 2008. преко 12 милиона чланака. Тренутно, број чланака на свим језичким издањима је већи од 65,1 милиона.

## Главне карактеристике
Постоје три главне карактеристике пројекта Википедије, које заједно уређују њену улогу на интернету.
1. Она јесте, или покушава да буде, углавном енциклопедија.
2. Она је Вики, по томе што је може изменити било ко (осим избачених корисника).
3. Она је слободна и употребљава ГНУ-ову лиценцу слободне документације.

Када се говори о вишејезичким Википедијама, важно је напоменути да не постоје националне Википедије. Из тог разлога не постоји ни аустријска ни аустралијска ни британска Википедија, него Википедије на немачком и енглеском језику.

### Уређивање
За разлику од традиционалних енциклопедија, Википедија користи отворени вики модел. Осим чланака који су често мета вандала, свако може да уређује анонимно или као регистровани корисник. Изузетак је једино Википедија не енглеском језику на којој анонимни корисници не могу да започињу нове чланке. Чланке не поседују њихови творци, нити било који други уредници или неки признати ауторитет. Садржај чланака код спорних тема се одређује консензусом.
Када се направе измене на чланку, оне не пролазе кроз провере од стране других уредника и оне одмах постају видљиве, без обзира да ли садрже неку грешку или су чисте бесмислице. Иако се ове грешке пре или касније пронађу, неколико википедија (нпр. немачка, руска и мађарска) користи систем „стабилних верзија” чланака, које омогућавају читаоцима чланке који су прошли кроз неки степен провере. Чланци који су често били мета вандала (нпр. чланак о Џорџу Бушу на енглеској Википедији) су били годинама делимично или потпуно закључани тако да су их само уредници са администраторским правима могли уређивати. Од јуна 2010. неке википедије су укинуле оваква строга ограничења, и уместо њих увели нови систем „измена у току”. За разлику од стабилних верзија, овај систем се примењује само на чланке који су честа мета вандала и ратова измена, а измене мора да потврди афирмисан уредник википедије пре њиховог објављивања.
Уредници, без обзира да ли су регистровани или не, могу да користе могућности које им пружа софтвер који покреће Википедију. „Историја” странице која је везана за сваки чланак бележи сваку претходну измену и уредника који ју је направио, мада се измене са клеветничким садржајем, правним претњама и кршењем ауторских права могу накнадно уклонити. Ова могућност олакшава поређење старих и нове верзије чланака, поништавање промена које неки уредник сматра непожељним или да се врати изгубљени садржај. „Странице за разговор” које су такође придодате сваком чланку се користе за координацију рада више корисника. Редовни корисници често одржавају своје спискове надгледања странице које су им интересантне, тако да могу да прате све скорашње измене на тим чланцима. Рачунарски програми који се називају интернет ботови се нашироко користе за уклањање вандализама чим се начине, да се исправе честе правописне и граматичке грешке или да се направе масовни уноси чланака користећи доступне статистичке податке.
Чланци на Википедији су организовани на три начина према: степену своје написаности, теми и нивоу приступа потребном за уређивање. Најбоље написано чланци се називају „изабрани чланци” и они се се показују на главној страни Википедије. Википројекти су места за координацију рада на некој теми. Википедија такође користи Приручнике стила, који одређују на пример да се у првој реченици сваког чланка, наслов чланка мора написати масним словима, итд.

### Правила и закони који утичу на садржај
Из правних разлога, садржај Википедије подлеже законима (нарочито закону о ауторским правима) Флориде, где се налазе сервери Википедије. Поред тога, википедијски уреднички принципи су сједињени у пет стубова википедије, а бројна правила и смернице су смишљене да ваљано обликују садржај. Чак су и ова правила написана у облику викија, а уредници Википедије пишу и исправљају та правила и смернице и примењују их брисањем чланака, њиховим обележавањем шаблонима или мењајући делове чланка који не испуњавају услове. Правила на википедијама, које нису на енглеском језику, су се изродила превођењем правила са Википедије на енглеском језику и у некој мери се разликују од узора.
Према правилима Википедије, сваки унос који је вредан Википедије мора бити о теми која је енциклопедијска, а не речничка или попут речника. Та тема такође треба да задовољи Википедијине стандарде о значају, што обично значи да је тема значајно покривена у поузданим секундарним изворима као што су књиге, академски часописи и масовни медији који су независни од теме чланка. Даље, Википедија мора да представи само знање које је већ доказано и признато. Другим речима, она не сме да представи, на пример, нове информације и или оригинална истраживања. Нека тврдња која ће вероватно бити оспорена захтева неки поуздан извор. Међу уредницима Википедије ова се често формулише као „проверљивост, а не истина” да се изрази да су читаоци, а не енциклопедија, једини одговорни за проверавање истинитости чланака и формирање сопственог става. Коначно, Википедија мора бити непристрасна. Сва мишљења и гледишта, ако се могу прописати спољашњим изворима, морају уживати прикладни удео у чланку. Ово правило је познато као „неутрална тачка гледишта”.
Википедија има много метода за превазилажење расправа. „Писање, поништавање, расправа” циклуси се понекад дешавају; у њему један корисник допише нешто, други то поништи, а проблем се расправља на страници за разговор чланка. Да би се постигао шири консензус у оквиру заједнице, проблеми се могу расправљати на Трговима, посебним страницама намењених дискусијама, или тражењем коментара од искуснијих уредника који нису умешани у евентуални сукоб око уређивања. Неке википедије имају посебне необавезујуће странице где уредници могу да пријаве нељубазне, некултурне или на други начин проблематичне кориснике.
Даље, постоје специјалне странице за централизовану расправу о неким расправама, попут да ли би требало да се неки чланак обрише или не. Неке википедије користе посредовање између сукобљених страна, мада га неки уредници сматрају неефикасним. Коначно, неке википедије имају арбитражни комитет као последње место за решавање сукоба када сви други начини не дају резултате. Арбитражни комитет не суди о тачности садржаја чланака, иако је понекад приморан да спроведе политику о неутралној тачки гледишта. Статистичка анализа је указала да одлуке о решавању сукоба игноришу садржај сукоба између уредника и да се оне уместо тога фокусирају на понашање корисника, тако да арбитражни комитет не ради много на решавању сукоба и измиривању сукобљених страна, колико на одстрањивању проблематичних корисника и позивању потенцијално продуктивних уредника да се врате учествовању на овом пројекту. Решења које арбитражни комитет користи су забрана корисницима даљи рад на Википедији, забрана писања на некој теми и чланку и/или допуштање даљег рада уз услов да уредник не прекрши поново неко правило Википедије. Потпуне забране рада на Википедији су углавном ограничене на случајеве лажног представљања (у које спада злонамерно коришћење више налога) и антидруштвеног понашања. Упозорења се чешће дају за прекршаје приликом уређивања и непоштовања консензуса, а ређе за антидруштвено понашање.

### Лиценцирање садржаја
Сав текст на Википедији је био покривен ГНУ лиценцом за слободну документацију (ГЛСД), копилефт лиценцом која је дозвољавала дистрибуцију, креирање изведених радова и комерцијалну употребу садржаја док његови аутори задржавају ауторско право на својим радом. У јуну 2009. године Википедија је прешла на Кријејтив комонс Ауторство-Делити под истим условима, јер је ГЛСД, који је у почетку био намењен софтверским приручницима, није био погодан за мрежне научне радове и јер те две лиценце нису биле компатибилне. Као одговор на захтев Задужбине Викимедија, Задужбина за слободни софтвер је објавила нову верзију ГЛСД лиценце која је специјално састављена да омогући Википедији да лиценцу свог садржаја промени на CC-BY-SA.
Руковање мултимедијалним фајловима (на пример сликама) се разликује међу језичким издањима. Нека језичка издања, као што је Википедија на енглеском језику, дозвољавају употребу неслободних слика под доктрином поштене употребе, док су се неке википедије изјасниле против тога. Ово је делимично због разлика у законима о ауторским правима међу државама, јер на пример у јапанском закону о ауторски правима не постоји доктрина поштене употребе. Фајлови који су објављени под слободним лиценцама (CC-BY-SA, ГЛСД, јавно власништво) се могу делити између језичких издања преко Викимедијине оставе, још једног Викимедијиног пројекта.

### Коришћење садржаја
Пошто се садржај Википедије дели под слободном лиценцом, свако може да је даље дистрибуира без плаћања финансијске накнаде, у складу са CC-BY-SA лиценцом. Садржај Википедије се објављује на многе начине и на интернету и ван њега. Постоји на хиљаде мирор сајтова који поново објављују садржаје са Википедије; два најпознатија, која такође укључују садржај и из других образовних извора, су Reference.com и Answers.com. Још један пример је Wapedia, која је приказивала садржај Википедије у формату погодном за мобилне телефоне пре него што је сама Википедија исто то урадила. Неки интернет претраживачи такође приказују садржај Википедије међу резултатима претраге; примери су Bing.com и Duck Duck Go.
Неки викији, од којих су најпознатији Enciclopedia Libre и Citizendium, су почели као рачве Википедијиног садржаја. Сајт Dbpedia је пројекат који извлачи податке из инфокутија и категорија са енглеске Википедије и чини их доступним у претраживом семантичком формату RDF. Расправљало се о могућности да Википедија извози сопствене податке у семантички формат, преко Semantic MediaWiki екстензије. Такав извоз података би помогао Википедији да поново употреби сопствене податке, између чланака на истом језичком издању Википедије и између википедија на различитим језицима.
Збирке википедијских чланака су такође објављене на оптичким дисковима.

### Вандализам
Велики проблем Википедије је вандализам, који доносе разни вандали. Они често праве бесмислене и увредљиве измене на слободним Википедијиним чланцима. Отворена природа модела уређивања је главна тема већина критика Википедије. Због тога, читалац никад не може бити сигуран да неки чланак није компромитован уношењем нетачних података или уклањањем најважнијих информација.
Најмање неколицина корисника (ако не стотине или више у неким случајевима) генерално дневно прати измене на одређеним чланцима. Вандализам на чланцима обично не траје дуже од неколико минута у зависности од броја корисника на одређеној Википедији. Очигледне вандализме је лако уклонити из Википедијиних чланака, јер се претходне верзије чланака чувају. У пракси, средње време потребно да се пронађе и исправи вандализам је врло кратко, обично пар минута, али у једном широком извештаваном инциденту лажне информације о умешаности у атентат на Џона Кенедија убачене су у биографију америчког политичара Џона Сигенталера и остале су непримећене четири месеца. Починилац овог инцидента, који је унео нетачну информацију као нерегистрован уредник, је на крају пронађен праћењем његове ИП адресе. Ово је изазвало промену Википедијиних правила, и утицало је посебно на пооштравања услова проверљивости код биографија живих особа.
Отворена структура Википедије је чини лаком метом за интернет тролове, спамере и оне који заговарају неку агенду. Уочено је да неке организације (на пример Сајентолошка црква) и политичари (нпр. чланови америчког Представничког дома) додају информације у чланке, а Мајкрософт је понудио финансијски подстицај за рад на одређеним чланцима. У августу 2007. веб-сајт WikiScanner је почео да прати изворе измена на Википедији од стране анонимних уредника. Програм је открио да су многе такве измене извршиле компаније и владине агенције мењајући садржај у чланцима који се односе на њих, њихово особље и њихов рад.
Википедија се од напада брани на више начина и техника. У ово спадају корисници који патролирају измене, ботови који су пажљиво програмирани да откривају нападе и да их решавају аутоматски или полуаутоматски, филтере који упозоравају уреднике да праве непожељне измене, блокирање прављење веза ка одређеним веб-сајтовима, блокирање измена са одређеног налога, ИП адресе или опсега адреса. На странице које су под честим нападима, може се применити полу-заштита да је само афирмисани корисници могу уређивати или у крајњем најосетљивијем случају, потпуна заштита да само администратори могу да мењају странице. Такве заштите се користе ретко, обично за кратак временски период у ком се верује да ће нападач наставити са нападима.

## Политике и принципи
Корисници Википедије, који се називају википедисти, држе се неколико једноставних принципа:
- Корисници Википедије настоје да сви чланци буду непристрасни. Ово не значи да чланке треба писати само једним објективним начином и да постоји одређено „стање непристрасности”, него значи да треба сва различита мишљења о некој теми представити објективно и сразмерно.
- Постоји неколико конвенција око именовања чланака. Кад постоји неколико различитих имена за једну тему, предност има име које је учесталије.
- Википедисти употребљавају странице за разговор о некој теми, а не страницу самог чланка, да би одлучили како изменити чланак.
- Постоји неколико врста садржаја који су непожељни на Википедији, јер у ствари нису енциклопедијски чланци. На пример, чланци на Википедији нису дефиниције из речника нити су складишта за читаве текстове књига, докумената, чланака, говора и сл. За ту врсту садржаја постоје сродни пројекти (детаљније под секцијом „Сродни пројекти”, испод).
- Некад постоје противречна правила и конвенције. Кад дође до таквог случаја, заједница корисника Википедије одлучује о сваком случају засебно.

## Корисници
Википедију уређују многи википедисти. Не постоји ни један „главни корисник” или шеф. Оснивачи Википедије су Џими Вејлс и Лари Сангер.

## Софтвер и хардвер
Првобитни софтвер Википедије је UseModWiki, који је написао Килфорд Едамс (Прва фаза). Почетком 2002. године, Википедија је почела употребљавати PHP вики мотор који је, користећи базу података MySQL, додао много нових могућности и био направљен искључиво за пројекат Википедије. Направио га је Магнус Менски, и познат је као Друга фаза.
Недуго након што је Друга фаза била у употреби, појавили су се велики проблеми. Википедија је постала толико спора да је било скоро немогуће изменити чланак. Ли Дењел Крокер је потом написао потпуно нов софтвер. Ова нова верзија је била велики напредак, и постала је стандард Википедије у јулу 2002. године. и још увек се употребљава. Трећа фаза се зове МедијаВики, и употребљавају је и многи други вики пројекти.
Пред крај 2003. године поново су се појавиле тешкоће у раду Википедије. Разлог проблема је загушење једног јединог Википедијиног сервера. Проблеми су превазиђени пошто је у јуну 2004. године Фондација Викимедија набавила девет сервера, тренутно смештених на Флориди. У саставу нове конфигурације је један сервер за базу података и четири веб-сервера који сви раде на оперативном систему Fedora.

## Језичка издања
Тренутно постоји 319 језичких издања Википедије; од тога, енглеска, себуанска, шведска, немачка, француска, холандска, руска, италијанска, шпанска, пољска, варај-варај, вијетнамска, јапанска, египатска арапска, кинеска, арапска, украјинска и португалска Википедија (18 укупно) имају милион или више чланака, 52 Википедије ≥ 100.000 чланака, 81 има ≥ 10.000 чланака, 121 има ≥ 1.000 чланака, 36 има ≥ 100 чланака, 0 има ≥ 10 чланака, 9 има 1—9 чланака, док 2 Википедије имају 0 чланака (осим Главне стране). (подаци од марта 2021. године) Највише чланака већ дуго има енглеска Википедија (више од 7.022.000).
Пошто је Википедија заснована на мрежи и тако је доступна по целом свету, сарадници Википедије на истом језику могу да користе различите дијалекте (нпр. Википедија на српском језику, екавица и ијекавица) или да долазе из разних земаља (као што је случај са Википедијом на енглеском језику). Ове разлике могу да доведу до мањих сукоба због правописних разлика или тачке гледишта. Иако различита језичка издања поштују глобалне политике као што је „неутрална тачка гледишта”, оне се разликују по неким деловима политике и деловању, а најпознатија разлика је у томе да ли слике које нису слободно лиценциране могу да се користе уз тврдњу о поштеној употреби.
Википедија је описана као „покушај да се створи и дистрибуира слободна енциклопедија у најбољем могућем квалитету свакој особи на њеном матерњем језику”. Иако свако језичко издање Википедије функционише мање или више независно, учињени су неки покушаји да се оне све надгледају. Они се делом координишу путем Метавикија, координационог пројекта Задужбине Викимедија посвећеног одржавању свих њених пројеката (Википедије и других). На пример, Метавики пружа важне статистике на свим издањима Википедије и одржава списак чланака које би свака Википедија требало да има. На списку се налази основни садржај подељен по темама: биографија, историја, географија, друштво, култура, наука, наука, технологија, храна и математика. Што се тиче осталих чланака, није редак случај да чланци јако повезани са неким језиком и да немају свој одговарајући чланак на другом језичком издању Википедије. На пример, чланци о неким малим местима у Србији и Црној Гори су се дуго могли пронаћи само на српској Википедији.
Корисници са довољним знањем страног језика се охрабрују да сами преводе чланке; аутоматско превођење текста је изричито забрањено. Преведени чланци представљају мањи део укупних чланака на многим википедијама. Чланци доступни на више од једног језика могу да пруже међувики везе, обично са леве стране, које воде до одговарајућих чланака на другим издањима Википедије. Слике и мултимедијални фајлови се деле свим језичким издањима преко Викимедијине оставе. Поред превођења, неки вишејезички напори су реализовани захваљујући вишејезичкој координацији.

## Преузимање комплетне базе података
Пошто је Википедија слободна енциклопедија чији је садржај одређен ГНУ-овом Лиценцом слободне документације, било ко у било које време може да преузме „скоро текућу” верзију комплетне Википедије. За детаље посетите страницу о преузимању комплетне Википедије на енглеском језику.

## Сродни пројекти
Википедија има много сродних пројеката, то су Википедијини сестрински пројекти.

## Награде

### 2004
- Арс електроника — у категорији „Дигиталне заједнице”
- Веби — у секцији „Заједница”

### Академске студије
- Leitch, Thomas (2014). Wikipedia U: Knowledge, authority, and a liberal education in the digital age.
- Jensen, Richard (октобар 2012). „Military History on the Electronic Frontier: Wikipedia Fights the War of 1812” (PDF). The Journal of Military History. 76 (4): 523—556.
- Yasseri, Taha; Sumi, Robert; Kertész, János (2012).  Szolnoki, Attila, ур. „Circadian Patterns of Wikipedia Editorial Activity: A Demographic Analysis”. PLOS ONE. 7 (1): e30091. Bibcode:2012PLoSO...7E0091Y. PMC 3260192 . PMID 22272279. arXiv:1109.1746 . doi:10.1371/journal.pone.0030091 .
- Goldman, Eric (2010). „Wikipedia's Labor Squeeze and its Consequences”. Journal of Telecommunications and High Technology Law. 8. SSRN 1458162 . (A blog post by the author.)
- Nielsen, Finn (август 2007). „Scientific Citations in Wikipedia”. First Monday. 12 (8). arXiv:0705.2106 . doi:10.5210/fm.v12i8.1997 . Приступљено 22. 5. 2017.
- Pfeil, Ulrike; Zaphiris, Panayiotis; Ang, Chee Siang (2006). „Cultural Differences in Collaborative Authoring of Wikipedia”. Journal of Computer-Mediated Communication. 12 (1): 88. S2CID 15241924. doi:10.1111/j.1083-6101.2006.00316.x. Приступљено 22. 5. 2017.
- Priedhorsky, Reid; Chen, Jilin; Lam, Shyong (Tony) K.; Panciera, Katherine; Terveen, Loren; Riedl, John (2007). „Creating, destroying, and restoring value in wikipedia”. Proceedings of the 2007 international ACM conference on Conference on supporting group work - GROUP '07. стр. 259. ISBN 9781595938459. S2CID 15350808. doi:10.1145/1316624.1316663.
- Reagle, Joseph (2007). Do as I Do: Authorial Leadership in Wikipedia (PDF). WikiSym '07: Proceedings of the 2007 International Symposium on Wikis. Montreal, Canada: ACM. Приступљено 22. 5. 2017.
- Rosenzweig, Roy. „Can History be Open Source? Wikipedia and the Future of the Past”. Архивирано из оригинала 30. 04. 2009. г.. (Originally published in The Journal of American History. 93 (1): 117—46. јун 2006. Недостаје или је празан параметар |title= (помоћ))
- Wilkinson, Dennis M.; Huberman, Bernardo A. (април 2007). „Assessing the Value of Cooperation in Wikipedia”. First Monday. 12 (4). doi:10.5210/fm.v12i4.1763 . Приступљено 22. 5. 2017.
- Halfaker, Aaron; Geiger, R. Stuart; Morgan, Jonathan T.; Riedl, John (2012). „The Rise and Decline of an Open Collaboration Community”. American Behavioral Scientist. 57 (5): 664. S2CID 144208941. doi:10.1177/0002764212469365. Приступљено 22. 5. 2017.

### Књиге
- Ayers, Phoebe; Matthews, Charles; Yates, Ben (септембар 2008). How Wikipedia Works: And How You Can Be a Part of It. San Francisco: No Starch Press. ISBN 978-1-59327-176-3.
- Broughton, John (2008). Wikipedia – The Missing Manual. O'Reilly Media. ISBN 978-0-596-51516-4. (See book review by Baker, as listed hereafter.)
- Broughton, John (2008). Wikipedia Reader's Guide. Sebastopol: Pogue Press. ISBN 978-0-596-52174-5.
- Dalby, Andrew (2009). The World and Wikipedia: How We are Editing Reality. Siduri. ISBN 978-0-9562052-0-9.
- Jemielniak, Dariusz (2014). Common Knowledge? An Ethnography of Wikipedia. Stanford, California: Stanford University Press. ISBN 9780804789448.
- Keen, Andrew (2007). The Cult of the Amateur. Doubleday/Currency. ISBN 978-0-385-52080-5. (Substantial criticisms of Wikipedia and other web 2.0 projects.)
  - За слушање:
    - Keen, Andrew (16. 6. 2007). „Does the Internet Undermine Culture?”. National Public Radio, USA. The NPR interview with A. Keen, Weekend Edition Saturday, 16. 6. 2007.
- Lih, Andrew (2009). The Wikipedia Revolution: How a Bunch of Nobodies Created the World's Greatest Encyclopedia. New York: Hyperion. ISBN 978-1-4013-0371-6.
- O'Sullivan, Dan (2009). Wikipedia: a new community of practice?. Ashgate Publishing. ISBN 978-0-7546-7433-7.
- Sheizaf Rafaeli & Yaron Ariel (2008). "Online motivational factors: Incentives for participation and contribution in Wikipedia." In Barak, A. (2008). Psychological aspects of cyberspace: Theory, research, applications. Cambridge, UK: Cambridge University Press. стр. 243-267.
- Reagle, Joseph Michael Jr. (2010). Good Faith Collaboration: The Culture of Wikipedia. Cambridge, Massachusetts, USA: the MIT Press. ISBN 978-0-262-01447-2. Приступљено 22. 5. 2017.
- Wells, Herbert George (2013). World Brain. New Delhi, India: Isha Books (reprint). ISBN 978-9-333-39061-3.

### Рецензије у књигама и други чланци
- Baker, Nicholson. „"The Charms of Wikipedia"”. Архивирано из оригинала 03. 03. 2008. г.. The New York Review of Books, 20. 3. 2008. (Book rev. of The Missing Manual, by John Broughton, as listed previously.)
- Crovitz, L. Gordon. "Wikipedia's Old-Fashioned Revolution: The online encyclopedia is fast becoming the best." (Originally published in Wall Street Journal online – 6. 4. 2009.)
- Postrel, Virginia, "Who Killed Wikipedia? : A hardened corps of volunteer editors is the only force protecting Wikipedia. They might also be killing it", Pacific Standard magazine, November/December 2014 issue.

#### Ресурси за учење
- Wikiversity list of learning resources. (Includes related courses, Web-based seminars, slides, lecture notes, text books, quizzes, glossaries, etc.)
- The Great Book of Knowledge, Part 1: A Wiki is a Kind of Bus, Ideas, with Paul Kennedy, CBC Radio One, originally broadcast January 15, 2014. Webpage includes a link to the archived audio program. The radio documentary discusses Wikipedia's history, development and its place within the broader scope of the trend to democratized knowledge. It also includes interviews with several key Wikipedia staff and contributors, including Kat Walsh and Sue Gardner (audio, 53:58, Flash).

#### Остало из медија
- „"See Who's Editing Wikipedia – Diebold, the CIA, a Campaign", WIRED, 14. 8. 2007.”. Архивирано из оригинала 09. 02. 2014. г.
- Balke, Jeff (март 2008). „For Music Fans: Wikipedia; MySpace”. Houston Chronicle. Broken Record (blog). Архивирано из оригинала 27. 08. 2017. г. Приступљено 22. 5. 2017.
- Dee, Jonathan (1. 7. 2007). „All the News That's Fit to Print Out”. The New York Times Magazine. Приступљено 22. 5. 2017.
- Giles, Jim (20. 9. 2007). „Wikipedia 2.0 – Now with Added Trust”. New Scientist. Приступљено 22. 5. 2017.
- Miliard, Mike (2. 12. 2007). „Wikipedia Rules”. The Phoenix. Архивирано из оригинала 3. 4. 2012. г. Приступљено 22. 5. 2017.
- Poe, Marshall (1. 9. 2006). „The Hive”. The Atlantic Monthly. Приступљено 22. 5. 2017.
- Rosenwald, Michael S. (23. 10. 2009). „Gatekeeper of D.C.'s entry: Road to city's Wikipedia page goes through a DuPont Circle bedroom”. The Washington Post. Приступљено 22. 5. 2017.
- Runciman, David (28. 5. 2009). „Like Boiling a Frog”. London Review of Books. Приступљено 22. 5. 2017.
- Taylor, Chris (29. 5. 2005). „It's a Wiki, Wiki World”. Time. Архивирано из оригинала 05. 04. 2017. г. Приступљено 22. 5. 2017.
- „Technological Quarterly: Brain Scan: The Free-knowledge Fundamentalist”. The Economist Web and Print. 5. 6. 2008. Приступљено 22. 5. 2017. „Jimmy Wales changed the world with Wikipedia, the hugely popular online encyclopedia that anyone can edit. What will he do next?”
- "Is Wikipedia Cracking Up?" The Independent, 3. 2. 2009.
- "Wikipedia probe into paid-for 'sockpuppet' entries", BBC News', 21. 10. 2013.
- "The Decline of Wikipedia", MIT Technology Review, 22. 10. 2013
- Edits to Wikipedia pages on Bell, Garner, Diallo traced to 1 Police Plaza (март 2015), Capital
- Angola's Wikipedia Pirates Are Exposing Problems Архивирано на веб-сајту  (14. јун 2017) (март 2016), Motherboard
- „Dark Side of Wikipedia”. Архивирано из оригинала 04. 08. 2016. г.. Full Measure with Sharyl Attkinson. 17. Недостаје или је празан параметар |title= (помоћ). 4. 2016. (+video)
- Wales, Jimmy (9. 12. 2016). „How Wikipedia Works”. cato.org. Cato Institute. „Jimmy Wales, founder of Wikipedia, discusses the site, how it’s treated by governments, and how it's fueled by its users.”